# Florent Brard
Pour les articles homonymes, voir Brard.

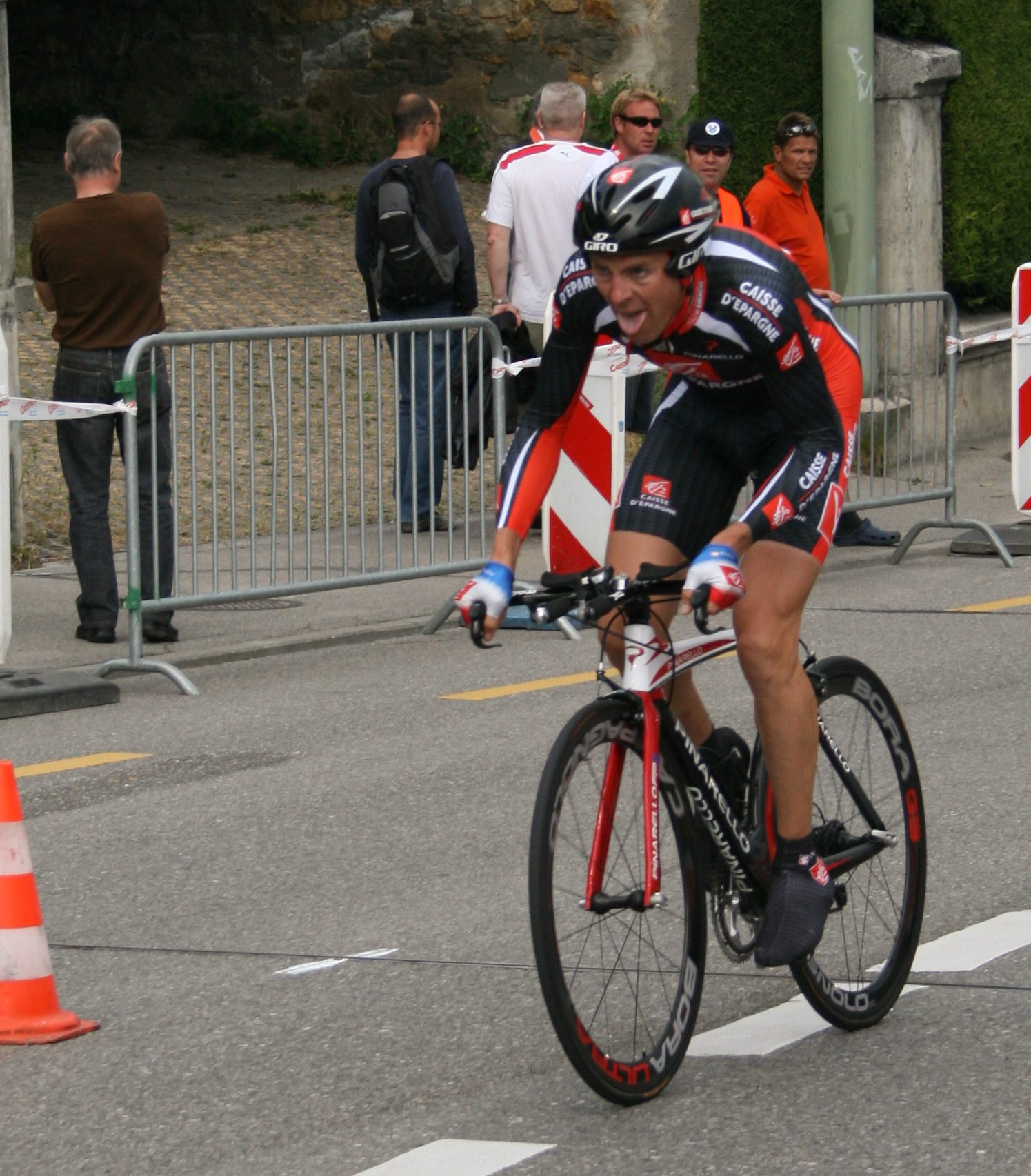
Florent Brard au Tour de Romandie 2007

Florent Brard, né le 7 février 1976 à Chambray-lès-Tours, est un coureur cycliste français des années 2000. Il a notamment remporté le championnat de France sur route en 2006 et le championnat de France du contre-la-montre en 2001. Il a aussi terminé septième de Paris-Roubaix en 2005.

## Biographie

### Début de carrière
Florent Brard est né dans une famille cycliste. Son père est un grand fan de vélo et il lui arrive d'acheter deux exemplaires de magazines de cyclismes, un pour lire et l'autre pour le conserver, intacte. Florent Brard gagne chez les juniors, le  Trophée Centre Morbihan, sa première grande victoire.

### Carrière professionnelle
Après de nombreux succès chez les espoirs et amateurs - dont deux titres de champion de France du contre-la-montre espoirs - il passe professionnel en 1999, au sein de l'équipe Festina.
Brard montre dès ses débuts qu'il a les aptitudes pour encaisser les longs et intenses efforts et pour maintenir une grande vitesse pendant de longues périodes. Il raconte : « J'ai beaucoup pratiqué la piste au cours de ma carrière. La poursuite est une excellente école pour progresser sur la route. Donc, je suis un assez bon « rouleur » et c'est donc le talent que je cherche à exploiter pour faire une impression ». Cette aptitude lui apporte sa première victoire en tant que professionnel, :  la dernière étape de l'Étoile de Bessèges. Le 11 février 2001, il gagne en solitaire après avoir été dans un groupe d'échappés tout près d'être rattrapé le peloton après 120 kilomètres. Il déclare : « Cela aurait été trop bête de rater une chance de victoire à un kilomètre de l'arrivée. J'avais mal aux jambes, j'étais cuit, mais je serrais les dents et j'ai jeté mes dernières forces dans la bataille ». Il remporte la même année, à 25 ans, le championnat de France du contre-la-montre, ainsi que Cholet-Pays de Loire et Paris-Bourges. Il termine également deuxième du Tour de l'Avenir derrière le Russe Denis Menchov. Alors qu'il est leader lors de la dernière étape, Florent Brard cède sa place de leader au russe Menchov pour une seconde lors de l'ultime étape,.
L'équipe Festina s'arrête en 2002. Sa bonne année 2001 lui permet de rejoindre le Crédit agricole, où il gagne 30 500 €  par saison. Il se fait licencier au cours de sa première saison. Après un mauvais début de saison, il est victime d'une chute lors du Grand Prix du Midi libre et il se casse les vertèbres, le privant de Tour de France. Par la suite, lors du Tour de l'Ain, il est contrôlé positif au bétaméthasone et suspendu six mois. Seule la petite équipe Marlux en Belgique lui offre une place pour 2003. Il confie dans une interview : « Quand j'ai signé pour eux, je n'étais pas du tout content parce que, quand vous venez de grandes équipes comme Festina et Crédit Agricole, qui ont une image de premier plan, c'est étrange, j'ai eu l'impression de revenir en arrière dans ma carrière. je suis allé sur la pointe des pieds, ne sachant pas ce que j'allais trouver, et puis je me suis senti très bien. ».
En 2004, il reste en Belgique chez Chocolat Jacques. Il avait essayé de prendre un nouveau départ avec des équipes françaises, « mais leur sponsor ne voulait pas d'un coureur dopé ». Il remporte la dernière étape du Tour de la province de Lucques et la deuxième étape de Paris-Corrèze.
En 2005, de retour en France avec l'équipe Agritubel, il s'adjuge Paris-Troyes, le Trophée Luc Leblanc et une étape du Circuit de la Sarthe.
En 2006, il rejoint l'équipe ProTour Caisse d'Épargne Illes Balears, avec qui il participe au Tour de France après avoir remporté, une semaine avant le départ, le Champion de France sur route à Chantonnay. Il révèle : Quand vous avez été au plus bas, vous appréciez encore plus les hauts. Il passe le reste de l'année que ce soit en course ou pendant les entraînements avec son maillot bleu, blanc et rouge. « Tu l'as seulement jusqu'au mois de juin de l'année prochaine », dit-il, alors il en profite dès qu'il en a la possibilité. Il ne termine pas le Tour de France 2006, à cause d'une chute au cours de l'avant dernière étape.
Après deux saisons chez Cofidis en 2008 et 2009, il met un terme à sa carrière en novembre 2009, n'ayant pas trouvé une nouvelle  équipe.
Lors des Tours de France 2010 et 2011, il travaille pour l'équipe internet de France Télévisions. Il s'est ensuite associé avec Erwann Menthéour dans une société de coaching en ligne.

### Dopage
Courant 2002, Florent Brard se voit prescrire des corticoïdes pour récupérer d'un accident survenu lors du Grand Prix du Midi libre. Il raconte qu'il avait fait venir son médecin pour la énième fois et ni lui ni son médecin le voyaient  à ce moment-là comme un coureur cycliste, mais « seulement comme un homme brisé de partout qui ne pouvait rien faire à cause de toutes ses nuits blanches ». Il est tiré au sort pour être contrôlé, lors du Tour de l'Ain, sa course de reprise où il termine une heure derrière le vainqueur. Il est suspendu pendant six mois par la Fédération française de cyclisme et blanchi ensuite par le Conseil d'État. Son sponsor, le Crédit Agricole, le licencie. Il déclare :

« Je pense qu'il est juste de dire que cette longue période m'a permis de changer la façon dont je voyais la vie. Jusque-là, pour moi, les professionnels étaient des dieux. Maintenant, quand je vois un sportif, je vois l'homme. Le statut de champion n'est pas suffisant. Un champion peut être autant un bon gars que mauvais. »

Il court alors pour des équipes belges parce que, selon lui, Roger Legeay, son ancien patron au Crédit Agricole, était président de AC 2000. « Il savait que j'étais en contact avec Agritubel et lors d'une réunion de l'AC 2000, il a prévenu que « Si une équipe française prenait un ancien dopé, nous le mettrons hors de l'association ». »

### Vie personnelle
Florent Brard est marié à Nathalie, (maintenant séparés) avec qui il a deux filles. En 2006, ils déménagent à Serres-Castet, près des Pyrénées, pour profiter de meilleures conditions météorologiques pour l'entrainement, par rapport à la vallée de la Loire près de Tours, et pour améliorer son niveau de grimpeur.

## Palmarès

### Palmarès amateur
| - 1992 - 3e du championnat de France sur route cadets - 1994 - Trophée Centre Morbihan - 2e du championnat de France sur route juniors - 1995 - 3e du Trophée des Bastides - 1996 - Paris-Ézy - Corbeil-Angerville - 3e étape du Tour du Loiret - Ruban Nivernais Morvan - 2e du Chrono des Nations espoirs - 1997 - Champion de France du contre-la-montre espoirs - Paris-Chauny - 2e étape de la Ronde de l'Oise - 2e du Souvenir Vietto-Gianello - 2e du Grand Prix de La Rouchouze - 2e de Paris-Vailly - 2e du Tour de Loire-Atlantique - 3e du Tour du Canton de Saint-Ciers - 5e du championnat d'Europe du contre-la-montre espoirs | - 1998 - Champion de France du contre-la-montre espoirs - Prologue de la Ronde de l'Isard - Deux Jours cyclistes de Machecoul : - Classement général - 2e étape - Grand Prix de France (contre-la-montre) - 2e du Grand Prix des Carreleurs - 2e du championnat de France sur route espoirs - 3e de Paris-Troyes - 3e du Chrono des Nations espoirs - 9e du championnat d'Europe du contre-la-montre espoirs |  |

### Palmarès professionnel
| - 2001 - Champion de France du contre-la-montre - 5e étape de l'Étoile de Bessèges - Cholet-Pays de Loire - EnBW GP (avec Christophe Moreau) - Mémorial Voegeli (avec Christophe Moreau) - Paris-Bourges - 2e du Tour de l'Avenir - 3e du Grand Prix d'ouverture La Marseillaise - 2003 - 2e de Paris-Bourges - 2004 - 4e étape du Tour de la province de Lucques - 2e étape de Paris-Corrèze | - 2005 - Les Monts du Luberon-Trophée Luc Leblanc - 2eb étape du Circuit de la Sarthe (contre-la-montre) - Paris-Troyes - 7e de Paris-Roubaix - 2006 - Champion de France sur route - 2007 - 1re étape du Tour méditerranéen (contre-la-montre par équipes) - 1re étape du Tour de Catalogne (contre-la-montre par équipes) |  |

## Résultats sur les grands tours

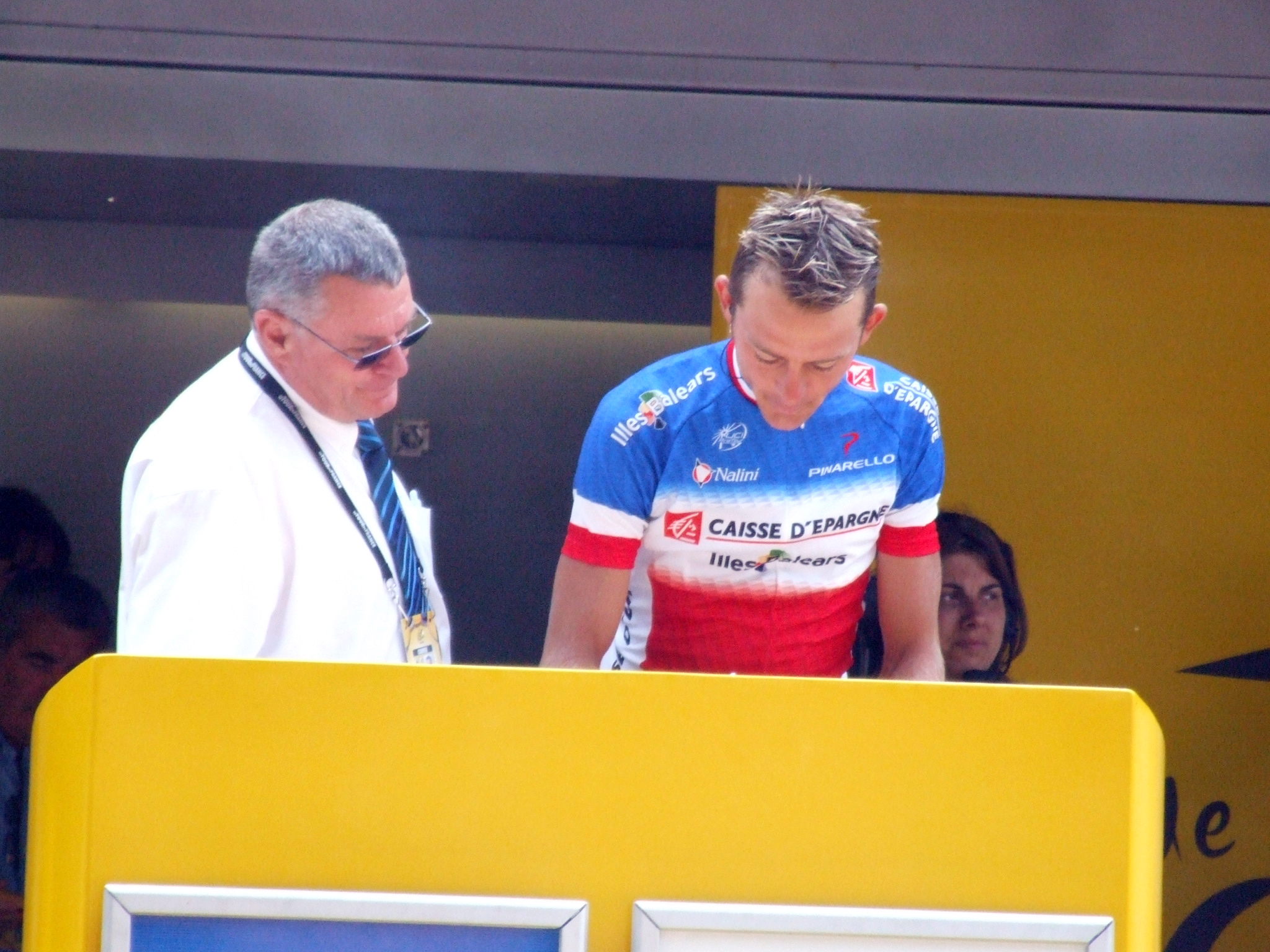
Florent Brard avec le maillot de champion de France sur le Tour de France 2006.

### Tour de France
3 participations
- 2001 : 100e
- 2006 : abandon (20e étape)
- 2008 : 119e

### Tour d'Italie
1 participation
- 2004 : 108e

### Tour d'Espagne
1 participation
- 2000 : abandon (11e étape)